# تی‌اف کریر
تی‌اف کریر (به انگلیسی: TF Carrier) یک کشتی بود که طول آن ۱۲۴ فوت (۳۸ متر) بود.